# Jimmy Gnecco
James "Jimmy" Frances Gnecco III, född 30 september 1973 i Teaneck, New Jersey, är en amerikansk sångare och gitarrist i bandet Ours. 
Tidigare band startade av Jimmy Gnecco hette Lost Child och Harmony Bandits (senare Ours). Jimmy lyssnar mycket på Motown, men även Jellyfish,  U2, k d Lang och Radiohead. Hans favoritalbum är What's Going On med Marvin Gaye.
Jimmy har ingen formell sångutbildning, då han inte hade råd. Han motionerar varje dag och undviker cigarettrök för att hålla rösten fräsch.
Jimmy var god vän med Jeff Buckley och skrev sången "I Heard You Singing" till honom.
Gnecco gjorde ett soloalbum med akustiska låtar han tidigare spelat på konserter. 
Albumet innehåller även nytt material. Denna skiva The Heart släpptes 2010. Gnecco har under 2011 startat ett samarbete med Pål Waaktaar (numera Paul Waaktaar-Savoy), tidigare medlem i a-ha. 
Jimmy Gnecco och Brian May (Queen) spelade in låten "Someone To Die For" som ledmotiv till filmen Spider-Man 2.

## Diskografi (urval)
Studioalbum med Ours
- Distorted Lullabies (2001)
- Precious (2002)
- Mercy (Dancing for the Death of an Imaginary Enemy) (2008)
- Ballet the Boxer 1 (2013)
- New Age Heroine II (2018)
- Ours (2021)

Solo
- The Heart (2010)
- The Heart (X) (2011)